# Мінько Валерій Вікентійович
Валерій Вікентійович Мінько (рос. Валерий Викентьевич Минько, нар. 8 серпня 1971, Барнаул) — радянський та російський футболіст, що грав на позиції захисника. По завершенні ігрової кар'єри — тренер.
Більшу частину кар'єри провів у ЦСКА (Москва), а також зіграв 4 гри за національну збірну Росії.

## Клубна кар'єра
Спочатку Мінько займався хокеєм. Грав від школи на приз «Золота шайба». Влітку, щоб не втрачати форму, грав у футбол. Батько футболіста був родом з Білорусі і вболівав за мінське «Динамо», а після переїзду до Барнаула став вболівати і за місцевих «динамівців», не пропускаючи жодної домашньої гри команди і мріючи щоб його син теж колись грав за цю команду, в результаті хлопець вирішив залишитись у футболі, не зважаючи на те, що батько загинув у автокатастрофі, коли Валерію було лише 12 років. На одній ігор молодого хлопця запримітив його майбутній перший тренер Анатолій Кирилович Луц і запросив в дитячу спортивну школу центрального району міста Барнаула, СДЮШОР «Динамо». Спочатку Валерій був нападником, після чого перекваліфікувався в півзахисника. Лише в 1989 році головний тренер юнацької збірної Геннадій Іванович Костилєв вирішив, що найкращою позицією для хлопця є гра у захисті.
У дорослому футболі дебютував 1988 року виступами за першу команду «Динамо» (Барнаул), в якій провів півтора року, взявши участь у 3 матчах Другої ліги СРСР. В середині сезону 1989 року юнацька збірна СРСР, в якій грав Мінько, проводила товариську гру проти ЦСКА (Москва), після якої Валерія запросили до столичної команди. З нею він того ж року виграв Першу лігу і вийшов до Вищої. Дебютував за клуб в 17 років в матчі чемпіонату проти ризької «Даугави». У сезоні 1991 року він завоював титул чемпіона Радянського Союзу та виграв Кубок СРСР, хоча основним гравцем не був. І лише після того як 1992 року більшість основних гравців покинули клуб, Мінько зумів заявити про себе.
Під час відбіркового матчу молодіжного чемпіонату Європи в листопаді 1993 року Мінько отримав важку травму при зіткненні з суперником. Удар прийшовся в район нирки, яку довелося видаляти. Три дня Валерій перебував в реанімації, тим не менш вирішив відновити свою футбольну кар'єру. Пропустив через травму 8 місяців. Повернувся на поле в другому колі 1994 року. ЦСКА тренував вже Олександр Федорович Тарханов, у якого Мінько відразу потрапив до основного складу і в подальшому був стабільним основним гравцем «армійців» на тривалі роки. У 1997 році він був капітаном команди, але згодом пов'язка була передана Дмитру Кузнєцову. Валерій став одним із символів команди 90-х. Зіграв понад 200 матчів з червоно-синьою футболкою, встановивши на той момент з 234 іграми рекорд за кількістю виступів за «армійців» у чемпіонатах Росії (згодом його обігнав Сергій Семак, а потім і ряд інших футболістів).
У 2001 році головний тренер москвичів Павло Садирін почав використовувати Дениса Євсікова та Олега Корнаухова на флангах в обороні, а Мінько грав все рідше і рідше. Після того, як Валерій Газзаєв прийшов на тренерський пост, Мінько взагалі виявився непотрібним новому наставнику і у 2002 році він перейшов до «Кубані», що грала у другому за рівнем дивізіоні країни. Там у матчі проти «Динамо» (Санкт-Петербург) Валерій серйозно травмувався, після чого вирішив закінчити ігрову кар'єру.

## Виступи за збірні
У складі юнацької збірної СРСР до 18 років став переможцем юнацького чемпіонату Європи 1990 року в Угорщині.
1991 року дебютував у складі юнацької збірної СРСР (U-20), з якою став бронзовим призером молодіжного чемпіонату світу 1991 року в Португалії, на якому зіграв у всіх шести іграх, а у грі за 3-тє місце забив останній вирішальний післяматчевий пенальті у ворота австралійців, який і приніс медалі радянській команді. Загалом на юнацькому рівні взяв участь у 10 іграх, відзначившись одним забитим голом.
Згодом виступав за молодіжну збірну Росії. 16 листопада 1993 року під час гостьового відбіркового матчу чемпіонату Європи серед молодіжних команд проти Греції в Афінах отримав сильний удар в бік, тим не менш вирішив дограти матч. Грецькі лікарі визначили ниркову гематому і прописали гравцеві постільний режим. Після повернення в Москву стан Мінька погіршився і 19 листопада йому була зроблена термінова операція з видалення нирки. Тим не менш травма призвела до того, що захисник не зміг швидко дебютувати за збірну Росії та втратив можливість поїхати на чемпіонат світу 1994 року.
9 жовтня 1996 року дебютував в офіційних матчах у складі національної збірної Росії в грі відбору на чемпіонат світу 1998 року проти Ізраїлю (1:1). Протягом кар'єри у національній команді, яка тривала 3 роки, провів у її формі 4 матчі.

## Кар'єра тренера
Закінчив Волгоградський державний інститут фізичної культури (1996).
З 2003 року став працювати у футбольній школі ЦСКА, був тренером молодіжної команди ЦСКА (Москва).

## Статистика виступів

### Статистика клубних виступів
| Сезон | Команда            | Чемпіонат       | Чемпіонат | Чемпіонат |
| Сезон | Команда            | Ліга            | Ігор      | Голів     |
| ----- | ------------------ | --------------- | --------- | --------- |
| 1988  | «Динамо» (Барнаул) | Друга ліга      | 2         | -         |
| 1989  | «Динамо» (Барнаул) | Друга ліга      | 1         | -         |
| 1989  | ЦСКА (Москва)      | Перша ліга      | 1         | -         |
| 1990  | ЦСКА (Москва)      | Вища ліга       | -         | -         |
| 1991  | ЦСКА (Москва)      | Вища ліга       | 8         | -         |
| 1992  | ЦСКА (Москва)      | Вища ліга       | 18        | 2         |
| 1993  | ЦСКА (Москва)      | Вища ліга       | 26        | 6         |
| 1994  | ЦСКА (Москва)      | Вища ліга       | 16        | 2         |
| 1995  | ЦСКА (Москва)      | Вища ліга       | 24        | -         |
| 1996  | ЦСКА (Москва)      | Вища ліга       | 33        | 1         |
| 1997  | ЦСКА (Москва)      | Вища ліга       | 28        | 1         |
| 1998  | ЦСКА (Москва)      | Вищий дивізіон  | 25        | 1         |
| 1999  | ЦСКА (Москва)      | Вищий дивізіон  | 28        | 1         |
| 2000  | ЦСКА (Москва)      | Вищий дивізіон  | 19        | -         |
| 2001  | ЦСКА (Москва)      | Вищий дивізіон  | 16        | -         |
| 2002  | «Кубань»           | Перший дивізіон | 3         | -         |

## Титули і досягнення
- Чемпіон СРСР (1):

ЦСКА (Москва): 1991
- Володар Кубка СРСР (1):

ЦСКА (Москва): 1990–1991
- Чемпіон Європи (U-18): 1990

### Індивідуальні
- У списках 33-х найкращих футболістів чемпіонату Росії (3): № 2 (1996, 1998, 1999)